# Montagne de la Sautauriski
Pour les articles homonymes, voir Sautauriski.
La montagne de la Sautauriski (anciennement « mont des Loups ») culmine à 727 m dans la partie sud de le parc national de la Jacques-Cartier, dans la municipalité de Stoneham-et-Tewkesbury, dans la municipalité régionale de comté (MRC) de La Jacques-Cartier, dans la région administrative de la Capitale-Nationale, au Québec, Canada.

## Toponymie
Le toponyme montagne de la Sautauriski, officialisé le 2 août 1974 à la Banque des noms de lieux de la Commission de toponymie du Québec, est relié au toponyme de la rivière du même nom.

## Géographie
Le sommet de la montagne de la Sautauriski est situé à :
- 1,0 km au nord-est du cours de la rivière Jacques-Cartier ;
- 2,4 km au nord de la confluence de la rivière Sautauriski et de la rivière Jacques-Cartier ;
- 5,4 km au nord du centre du village de Stoneham-et-Tewkesbury ;
- 9,3 km au nord-ouest de la route 175[1].

La montagne de la Sautauriski est coincée entre la rivière Jacques-Cartier qui coule du côté sud-ouest et la rivière Sautauriski qui est du côté est. L'accès au sommet de la montagne est plus facile du côté nord. Les faces est et sud-ouest comportent des falaises à forte inclinaison.

## Randonnée
Le sentier « Les Loups » aménagé sur la montagne de la Sautauriski s'avère le plus populaire auprès des randonneurs du parc national de la Jacques-Cartier. Fort bien aménagée, ce sentier balisé est sous couvert forestier. Ce sentier comporte un dénivelé de 452 m. La montée est plutôt abrupte dans la première portion du parcours. À mi-chemin, le sentier arrive à un premier belvédère niché à une altitude de 574 m. Ce belvédère présente un panorama sur les parois vertigineuses bordant la rivière Jacques-Cartier sur la face sud-ouest de la montagne. Le segment suivant de l’ascension se fait plus graduellement sur 2,7 km, soit jusqu'au second point de vue. Puis, le sentier devient plus étroit et accidenté en longeant les flancs de la montagne.
Au sommet (727 m d'altitude), les randonneurs peuvent admirer un panorama du relief du massif des Laurentides, les vallées de la Jacques-Cartier et de la Sautauriski. Généralement, au cours des week-ends de septembre jusqu’à l’Action de grâce, l’achalandage est plus important à cause du feuillage qui adopte les couleurs d'automne. En cette période, il est requis d'utiliser un service de navette à partir du Centre de découverte et de services du parc pour accéder au début du sentier situé au km 16, sur le chemin du Parc-National. L'entrée du parc national de la Jacques-Cartier est situé au 103 chemin du Parc-National, à Stoneham-et-Tewkesbury, au nord de la ville de Québec.